# Pfefferkraut
Das Pfefferkraut (Lepidium latifolium), meist Breitblättrige Kresse, Strand-Karse oder Senfkresse genannt, ist eine Pflanzenart aus der Gattung der Kressen (Lepidium) innerhalb der Familie der Kreuzblütler (Brassicaceae). 

## Beschreibung

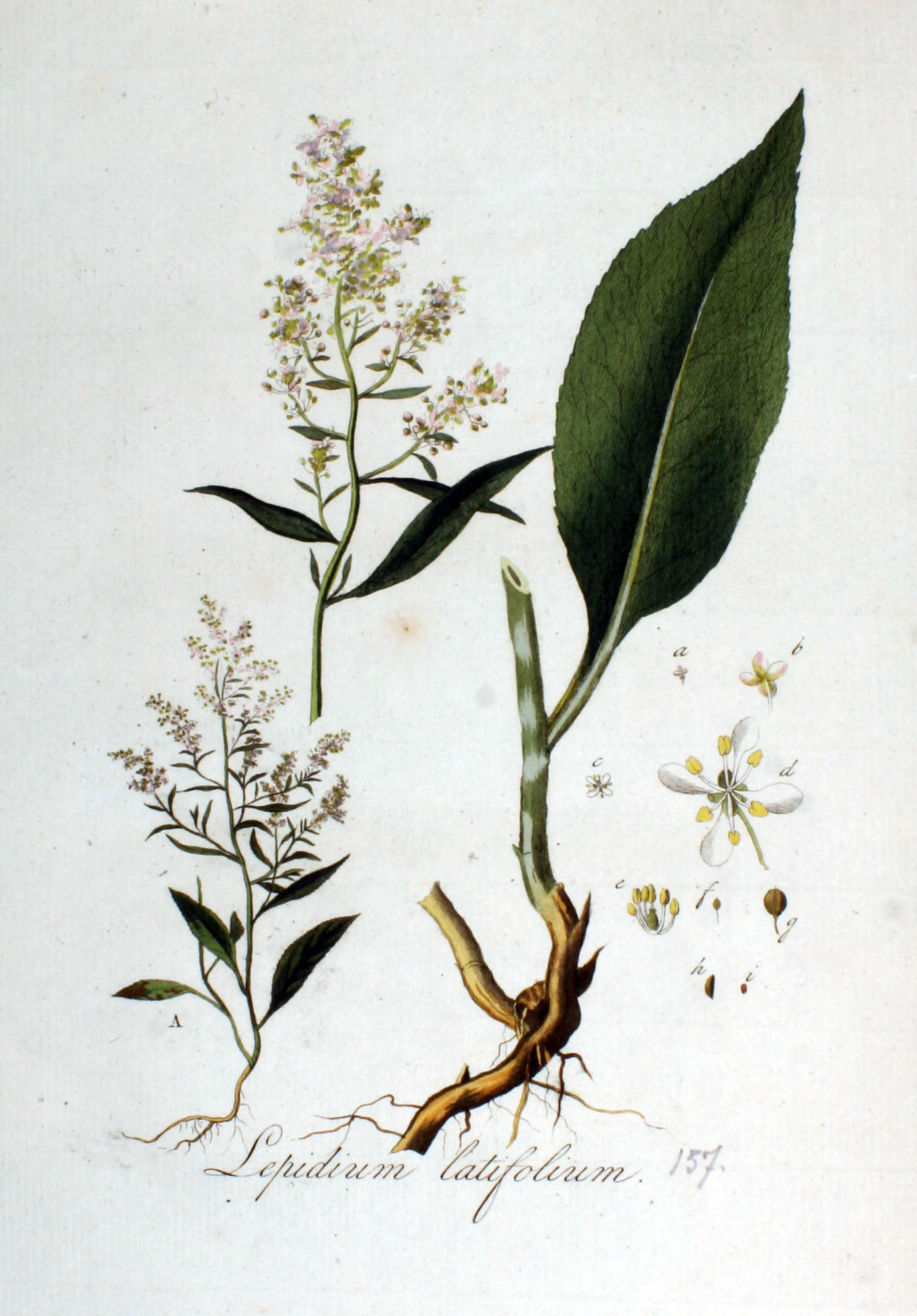
Illustration aus Flora Batava, Band 2, 1807

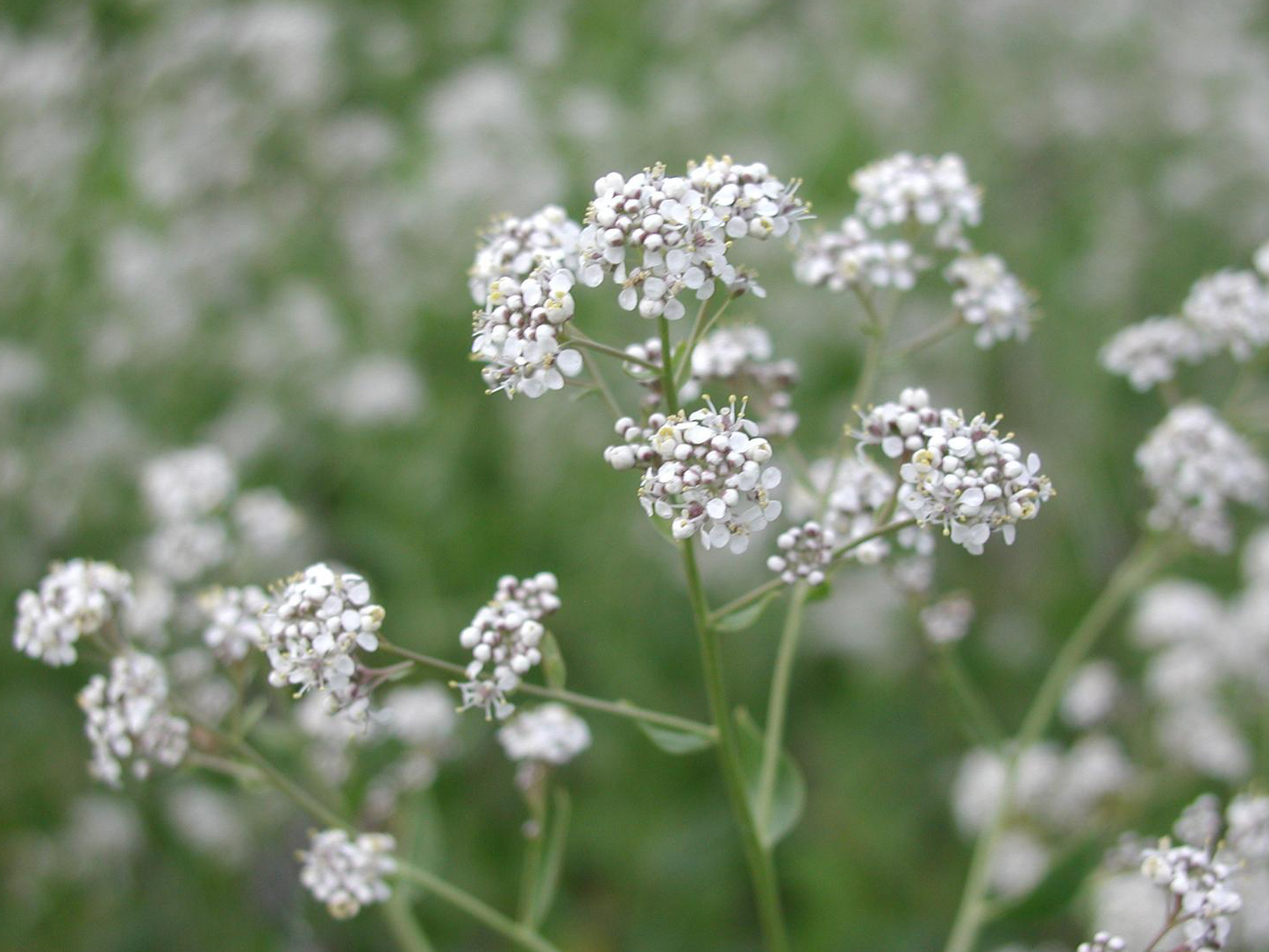
Ausschnitt eines Blütenstandes

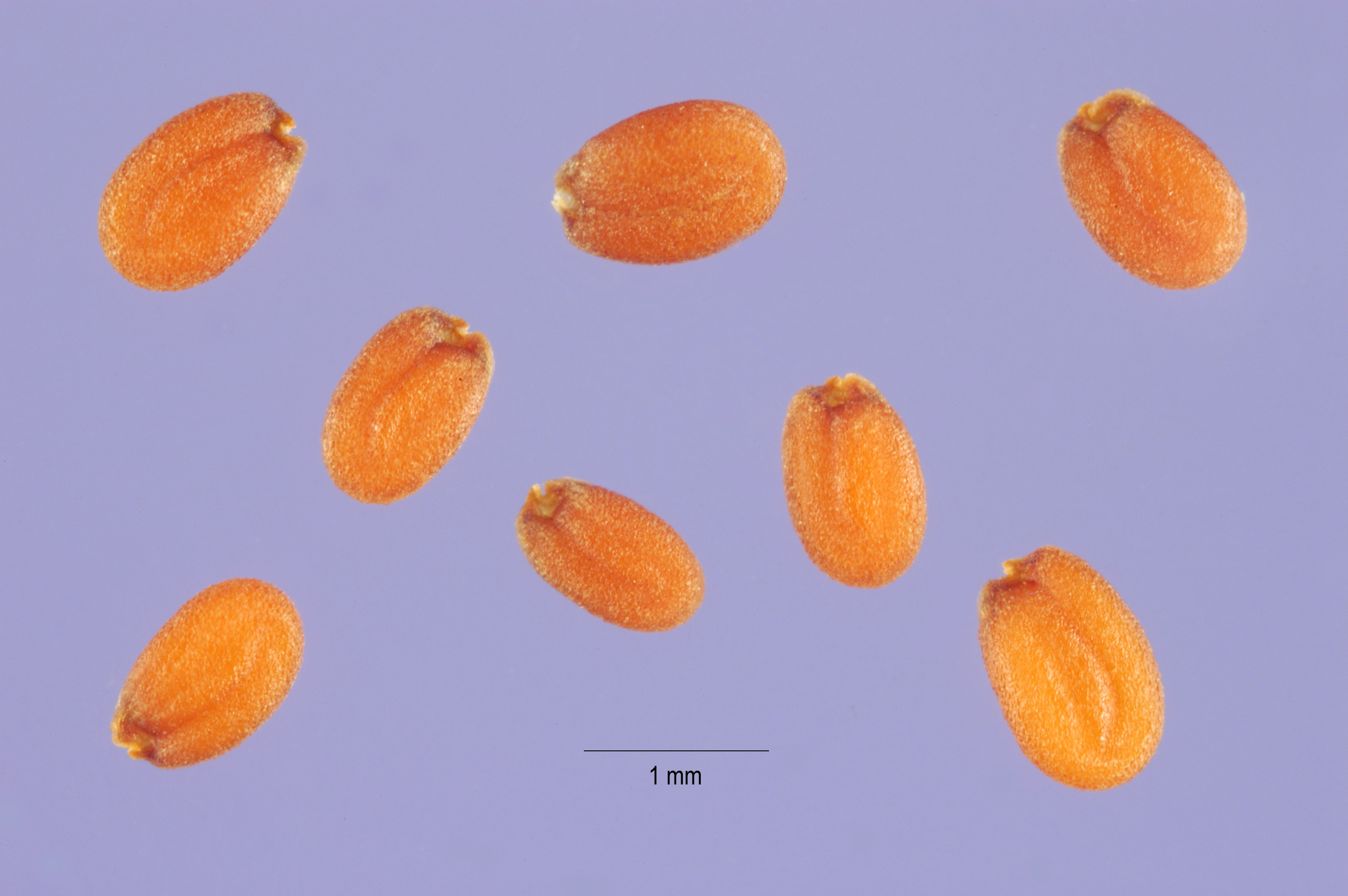
Samen

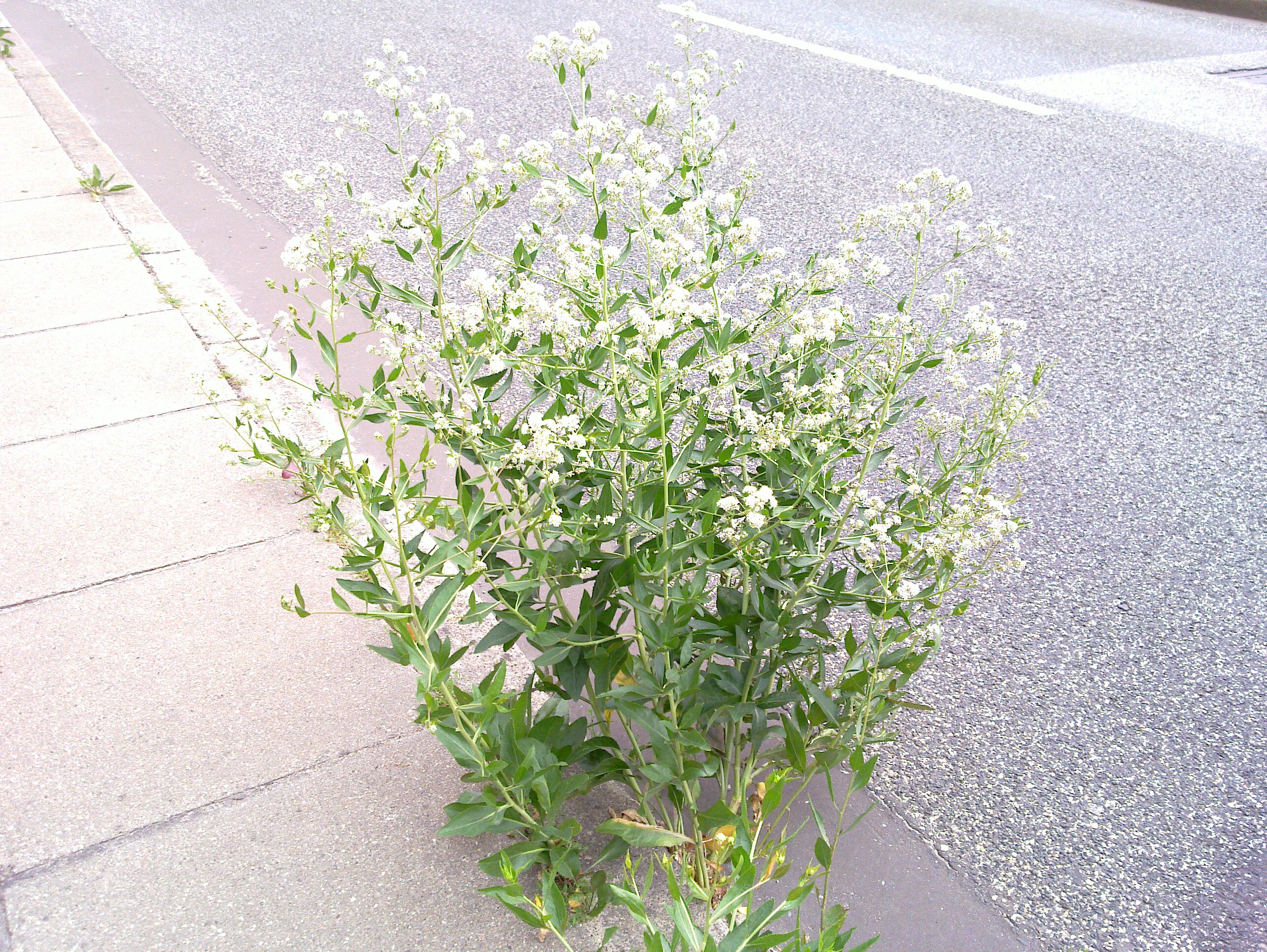
Pfefferkraut (Lepidium latifolium)

### Vegetative Merkmale
Im Aussehen weicht das Pfefferkraut von den anderen Kresse-Arten stärker ab. Es handelt sich um ausdauernde krautige Pflanzen, während viele andere Kresse-Arten ein- oder zweijährig sind. Sie erreicht Wuchshöhen von etwa 100 Zentimeter und ist damit deutlich größer als die anderen Kresse-Arten. Da sie sich über Wurzelausläufer vermehrt, bildet sie oft dichte Gruppen. Schon Tabernaemontanus bemerkt 1591: Diss Gewächs kompt in den Gärten herfür und ist übel widerumb zu vertreiben.
Die wechselständig angeordneten Laubblätter sind ungeteilt. Die Grundblätter sind größer und breiter als die Stängelblätter. Sie sind lang gestielt und mit Stiel bis 15 Zentimeter lang und bis 5 Zentimeter breit. Die Stängelblätter sind eiförmig bis lanzettlich, je nach Höhe am Stängel zwischen 5 und 10 cm lang und zwischen 1 und 2 cm breit. Sie sind kahl, und am Rande fein, manchmal auch nur undeutlich gezähnt oder ganzrandig.

### Generative Merkmale
Die Blütezeit ist Juni bis Juli. Der Blütenstand ist eine ziemlich locker verzweigte Rispe, während die Blüten der anderen Arten eher in oben recht kompakten Trauben angeordnet sind. Wegen dieses ausladenden, weißen und duftenden Blütenstandes wird das Pfefferkraut auch manchmal in Blumensträußen verwendet. Die Kelchblätter haben einen weißen Rand, und zwar fast von ihrer Basis an bis zu ihrer Spitze. Die Kronblätter sind fast doppelt so lang wie der Kelch und haben eine rundliche Platte, die in den kürzeren Nagel zusammengezogen ist. Die Fruchtstiele sind fast haardünn und länger als die Frucht; die unteren sind abstehend, die oberen fast aufrecht.
Die Schötchen sind abgeflacht und im Umriss rundlich oder breit oval. Sie sind bis 2 Millimeter lang und an der Spitze kaum merkbar ausgerandet. Die Narbe ist groß und scheibenförmig bis halbkugelig und zwei- bis dreimal so breit wie das Griffelende. Die Samen sind ellipsoidisch und fast glatt.
Die Chromosomenzahl beträgt 2n = 24.

## Vorkommen
Das ursprüngliche Verbreitungsgebiet umfasste die gemäßigten und meridionalen Zonen Eurasiens (Europa bis Zentralasien, China, Indien und zur Mongolei). Gegen 1900 wurde es, vermutlich mit Zuckerrübensamen, nach Nordamerika verschleppt. Es kommt außerdem als Neophyt in Hawaii, Japan, Australien und Argentinien vor.
Das Pfefferkraut kommt vor allem an den Küsten und somit auf salzhaltigen Sand- oder Tonböden wie Dünen vor. Im Binnenland ist es in Europa aus gleichem Grund nur gering vertreten. Tritt es auf, bevorzugt es dort ebenfalls salzhaltige Standorte, ist jedoch gelegentlich auch entlang von Flussufern in Wiesen oder an älteren Ruderalstellen zu finden. Es gedeiht in Gesellschaften der Verbände Agropyro-Rumicion, Senecio fluviatilis oder Sisymbrion.
In jüngster Zeit ist das Pfefferkraut am Rand von Autobahnen und Bundesstraßen im Südwesten und Westen Deutschlands in rascher Ausbreitung.
Die ökologischen Zeigerwerte nach Landolt et al. 2010 sind in der Schweiz: Feuchtezahl F = 3w+ (mäßig feucht aber stark wechselnd), Lichtzahl L = 4 (hell), Reaktionszahl R = 3 (schwach sauer bis neutral), Temperaturzahl T = 4+ (warm-kollin), Nährstoffzahl N = 5 (sehr nährstoffreich bis überdüngt), Kontinentalitätszahl K = 2 (subozeanisch), Salztoleranz 1 = tolerant.

## Taxonomie
Die Erstveröffentlichung von Lepidium latifolium erfolgte 1753 durch Carl von Linné in Species Plantarum, Tomus 2, S. 644.

## Inhaltsstoffe
Das Pfefferkraut enthält mehrere Senfölglycoside.

## Verwendung
Das Pfefferkraut kann genau wie die Gartenkresse in der Küche verwendet werden und hat roh einen ähnlichen, etwas intensiveren Geschmack, der an Senf und Rettich erinnert. Es wird seit dem 12. Jahrhundert als Küchenkraut kultiviert.
Der Trivialname „Pfefferkraut“ wird beispielsweise manchmal auch für das Bohnenkraut (Satureja hortensis) verwendet. 